# 9月28日
9月28日（くがつにじゅうはちにち）は、グレゴリオ暦で年始から271日目（閏年では272日目）にあたり、年末まであと94日ある。

## できごと

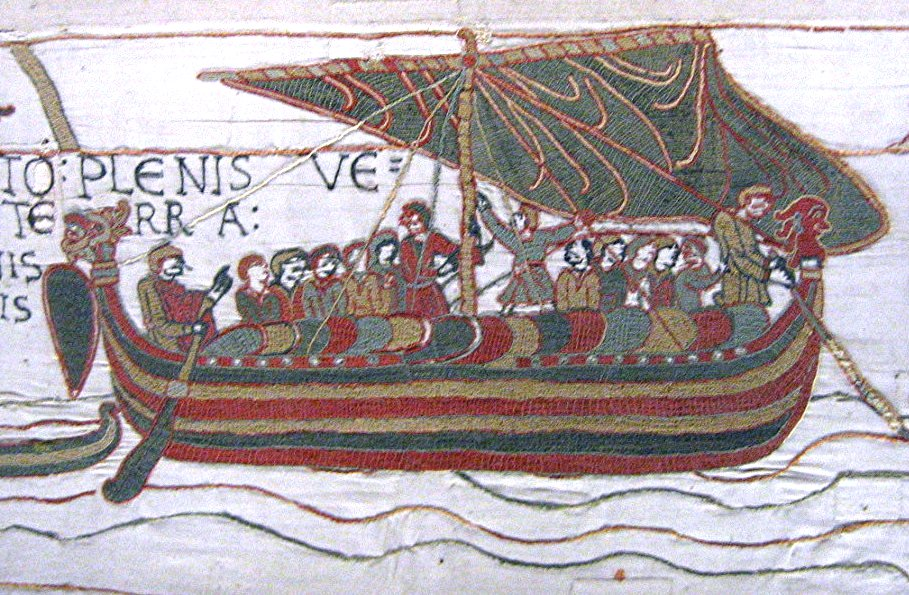
ノルマン・コンクエスト(1066年)。イングランドを征服したウィリアム1世は現代に続くイギリス王室の始祖となる

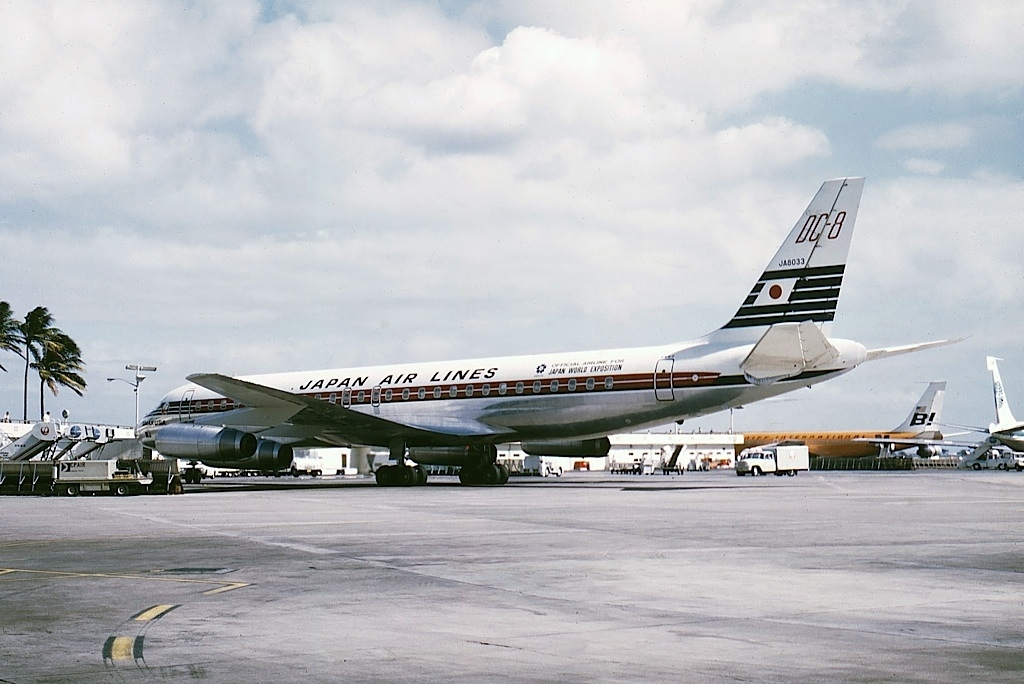
ダッカ日航機ハイジャック事件(1977)

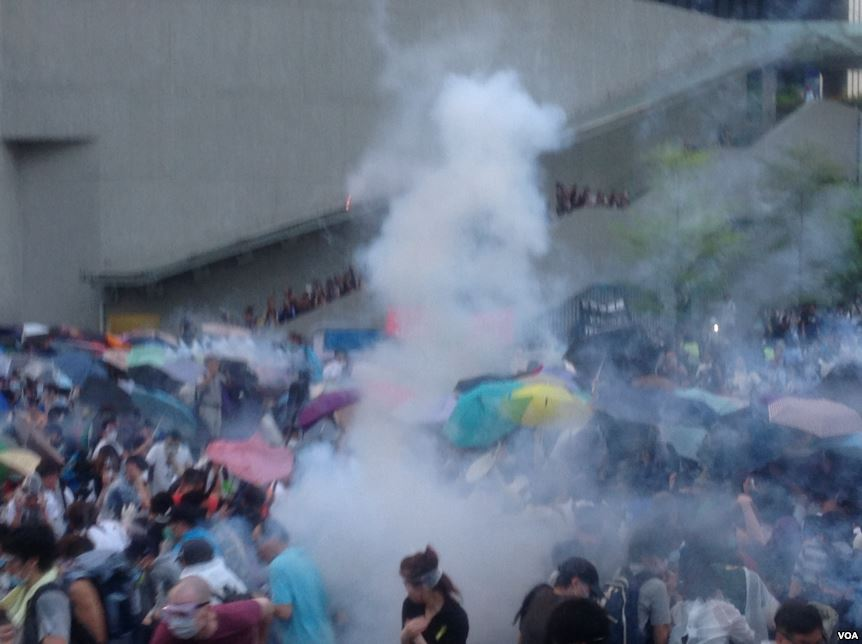
「雨傘革命」と呼ばれた2014年香港反政府デモ(2014)

- 紀元前48年 - ローマの執政官ポンペイウスがエジプト軍の刺客により暗殺される。
- 351年 - ローマ内戦 (350年-353年): ムルサ・マジョールの戦い（Battle of Mursa Major）
- 365年 - プロコピウスがコンスタンティノープル元老院からローマ皇帝と宣言される。
- 935年 - ボヘミア公ヴァーツラフ1世が弟ボレスラフ（英語版）のクーデターにより殺害。
- 1066年 - ノルマンディー公ギヨーム（ウィリアム1世）がイングランドに侵入。ノルマン・コンクエストが始まる。
- 1106年 - タンシュブレーの戦いが起こる。
- 1238年 - バレンシア包囲戦（Sitio de Valencia (siglo XIII)）が終了し同市が陥落する。この功績からアラゴン王ハイメ1世は後世「征服王」と呼ばれるようになる。
- 1322年 - ミュールドルフの戦い（Battle of Mühldorf）。神聖ローマ帝国皇帝ルートヴィヒ4世がオーストリア大公フリードリヒ3世を破る。
- 1394年 - 対立教皇としてベネディクトゥス13世が就任する。
- 1538年 - プレヴェザの海戦が行われる。
- 1542年 - フアン・ロドリゲス・カブリリョが航海の末現在サンディエゴ湾と呼ばれる場所に上陸し、「サンミゲル」と命名。カリフォルニアに上陸した最初のヨーロッパ人になる。
- 1708年 - 大北方戦争: レスナーヤの戦い。
- 1745年 - ロンドンのドルリー・レーン王立劇場（英語版）で、後にイギリス国歌となる「女王陛下万歳」が初めて演奏。
- 1779年 - サミュエル・ハンティントンがジョン・ジェイの後任として大陸会議議長に選ばれる。
- 1781年 - アメリカ独立戦争: アメリカ・フランス軍がヨークタウンのイギリス軍を包囲。ヨークタウンの戦いが始まる。
- 1791年 - モーツァルトの最後のオペラ「魔笛」が完成する。
- 1794年 - エコール・ポリテクニークが創設される。
- 1821年 - メキシコ帝国独立宣言（Declaration of Independence of the Mexican Empire）が起草される。
- 1823年 - レオ12世がローマ教皇に即位。
- 1844年 - 父の死によりスウェーデン＝ノルウェーの王位を継承したオスカル1世が戴冠式で戴冠。
- 1864年 - ロンドンでマルクス、エンゲルスらの主導により諸国の労働者代表が会合。国際労働者協会（第一インターナショナル）を結成。
- 1867年 - トロントがカナダ・オンタリオ州の州都になる。
- 1868年 - アルコレアの戦い（英語版）、スペインのイサベル2世がフランスに逃亡。
- 1871年 - ブラジルで奴隷の子供の解放を目的とした新生児自由法（リオ・ブランコ法）が制定。
- 1889年 - 第1回国際度量衡総会が開かれ、キログラムを白金とイリジウムの合金である国際キログラム原器の質量と定義し、国際キログラム原器を国際度量衡局 (BIPM) が保管することが決定される、また国際メートル原器も承認された。
- 1893年 - ポルトガル・ポルトに本拠地を置くサッカークラブであるFCポルトが設立。
- 1896年 - シャルル・パテ（Charles Pathé）、エミール・パテ（Émile Pathé）、テオフィル・パテ（Théophile Pathé）、ジャック・パテ（Jacques Pathé）のパテ4兄弟がパリにフォノグラフ・レコード（蓄音機）を販売する「パテ兄弟商会」（Société Pathé Frères）を設立。映画会社パテ・フレールの始まり。
- 1898年（光緒24年8月13日） - 戊戌の政変: 政変の後に復権した西太后により捕らえられた楊深秀ら変法派の六人（「戊戌六君子」、下記「忌日」の項を参照）が処刑される。
- 1901年 - 米比戦争: バレンジーガの戦い（Battle of Balangiga）
- 1902年 - 足尾台風が関東・東北南部を通過。小田原で小田原大海嘯が発生するなどし、全国で死者300人以上。
- 1908年 - ニザーム藩王国統治下のハイデラバードでムーシー川が大氾濫。
- 1912年 - アルスター規約（Ulster Covenant）の署名が反第3次アイルランド自治法案を掲げる約50万人のプロテスタントによりなされる。
- 1912年 - アメリカ陸軍のフランク・S・スコット（Frank S. Scott）が飛行機墜落事故で死亡し米陸軍初の飛行機事故での死亡者となる。
- 1914年 - 第一次世界大戦: アントワープ包囲戦（Siege of Antwerp (1914)）が始まる。
- 1918年 - 白虹事件: 大阪朝日新聞社長村山龍平が国粋団体黒龍会会員に襲撃される。
- 1918年 - 第一次世界大戦: 第五次イーペル会戦（Fifth Battle of Ypres）が始まる。
- 1919年 - ラトビア大学がラトビア独立により創設される。
- 1920年 - 台風が関東地方、東北地方に接近。神奈川県で死者65人、埼玉県、栃木県、茨城県内で死者91人[1]。
- 1921年 - 安田財閥総帥の安田善次郎が、大磯の別邸で右翼浪人に暗殺される。
- 1924年 - ダグラス DWCが4月4日以来175日をかけて、編成部隊による初の航空機世界一周を達成する。
- 1926年 - 京浜線（現在の京浜東北線の一部）に自動ドアの電車が初めて登場。
- 1938年 - オスターの陰謀（Oster conspiracy）。
- 1939年 - 第二次世界大戦: ナチス・ドイツとソビエト連邦がドイツ・ソビエト境界友好条約を締結。両国のポーランドにおける勢力圏が画定する。
- 1939年 - 第二次世界大戦: ナチス・ドイツ軍がポーランドの首都ワルシャワを占領。
- 1941年 - 満洲・朝鮮国境の水豊ダムが営業発電を開始。
- 1941年 - ギリシャ北部でのブルガリアによる占領に反対するドラマの反乱（Drama uprising）が始まる。
- 1944年 - ソ連軍がエストニアのクローガ強制収容所（Klooga_concentration_camp）を解放。
- 1948年 - 国際司法裁判所に関する国際連合安全保障理事会決議58が採択される。
- 1950年 - 国際連合安全保障理事会決議86の採択を受けてインドネシアが国連に加盟。
- 1958年 - フランス第五共和政の新憲法が国民投票（1958年フランス憲法国民投票（1958 French constitutional referendum））で承認。
- 1958年 - ギニアのフランス共同体への加盟が国民投票で否決され、独立が決まる。
- 1960年 - 同日になされた国際連合安全保障理事会決議158と同159の採択により分離前マリ連邦として既に加盟していたセネガルとマリが国際連合に再加盟。
- 1961年 - シリアがアラブ連合共和国から離脱。
- 1964年 - 琵琶湖大橋が開通[2]。
- 1964年 - 三島由紀夫の小説『宴のあと』がプライバシーを侵害したとして、有田八郎元外相が作者と発行元の新潮社を訴えていた『宴のあと』事件で、東京地方裁判所が原告勝訴の判決を下す。
- 1966年 - 前年1月に国連を脱退していたインドネシアが再加盟。
- 1967年 - 上越線の新清水トンネルが開通し、全線の複線化が完成。
- 1970年 - エジプト大統領ガマール・アブドゥル＝ナーセルが心臓発作で急死。副大統領アンワル・アッ＝サーダートが大統領に就任。
- 1971年 - 東大宇宙航空研が第1号科学衛星「しんせい」を打ち上げ。
- 1971年 - 美濃部亮吉東京都知事が都議会でゴミ処理危機を訴える「ゴミ戦争宣言」を行う。
- 1975年 - イギリスロンドンで黒人強盗団がスパゲッティ・ハウス立てこもり事件を起こす。10月3日まで。
- 1977年 - ダッカ日航機ハイジャック事件。
- 1978年 - 日本テレビが世界初の音声多重放送を開始。
- 1984年 - 高度情報通信システム(INS)のモデル実験が三鷹市・武蔵野市で開始。
- 1986年 - 民主進歩党の結党が132人の党外活動家後援が台北市円山大飯店で開催されていた「党外後援会公認候補推薦大会組織」の席上突然にして宣言される。戒厳令の下の台湾では非合法とされたが当時の蔣経国総統により黙認される。
- 1987年 - 青函トンネルに初の試運転列車が走る。
- 1992年 - パキスタン国際航空268便墜落事故。
- 1994年 - エストニアのフェリー「エストニア号」がバルト海で沈没。死者852名。
- 1995年 - イツハク・ラビンとPLO議長アラファートによりタバ協定[注 1]（Oslo II Accord）の署名がなされる。
- 2000年 - パレスチナ問題: 野党時代のリクード党首アリエル・シャロンが神殿の丘に立ち入り、第二次インティファーダの契機となる。
- 2005年 - 北海道根室市沖合で、イスラエル船籍の「ZIM・アジア」による当て逃げによりサンマ漁船「第三新生丸」が沈没、乗員7名死亡。
- 2006年 - タイに、アジア最大規模となるスワンナプーム国際空港が開港。
- 2008年 - 麻生内閣の中山成彬が自らの失言の責任を取り就任4日目で国土交通大臣を辞任[3]。
- 2008年 - アメリカの民間企業スペースXのロケット「ファルコン1」が初めて打ち上げに成功[4]。
- 2008年 - F1世界選手権が1950年に始まってから数えて800レース目であると同時に、F1史上初のナイトレースである2008年シンガポールグランプリが開催される。
- 2008年 - 1964年より44年間続いたTBSラジオの「全国こども電話相談室」が放送終了。
- 2009年 - ギニアでムサ・ダディス・カマラ大統領に反対する野党集会に大統領警護隊が無差別発砲[5][6]。
- 2012年 - シーター・エア601便墜落事故。ネパールの首都カトマンズ郊外でドルニエ 228型双発旅客機が墜落、乗客・乗員19人全員が死亡[7]。
- 2012年 - キスマヨの戦い（Battle of Kismayo (2012)）。ソマリアなどのアフリカ連合軍がアル・シャバブの過激派から都市を奪還。
- 2014年 - 2014年香港反政府デモにおいて、香港中心部での座り込みとそれに対する警察の催涙スプレーなどの使用による排除が始まる。
- 2015年 - クンドゥーズの戦い: ターリバーンがアフガニスタン第5の都市である州都クンドゥーズ市に突入し一時市内を掌握。
- 2015年 - 北アメリカの東部、南アメリカ、西ヨーロッパ、アフリカなどで月食が確認される（2015年9月28日の月食（英語版））。
- 2015年 - インド初の多波長観測に特化した宇宙望遠鏡であるアストロサットが打ち上げ。
- 2015年 - NASAが火星の水（Water on Mars）の存在を肯定[8]。
- 2016年 - 南オーストラリア州停電（2016 South Australian blackout）が発生する。
- 2018年 - インドネシアでマグニチュード7.5のスラウェシ島地震が発生する。4,340人が死亡、10,679人が負傷。

## 誕生日

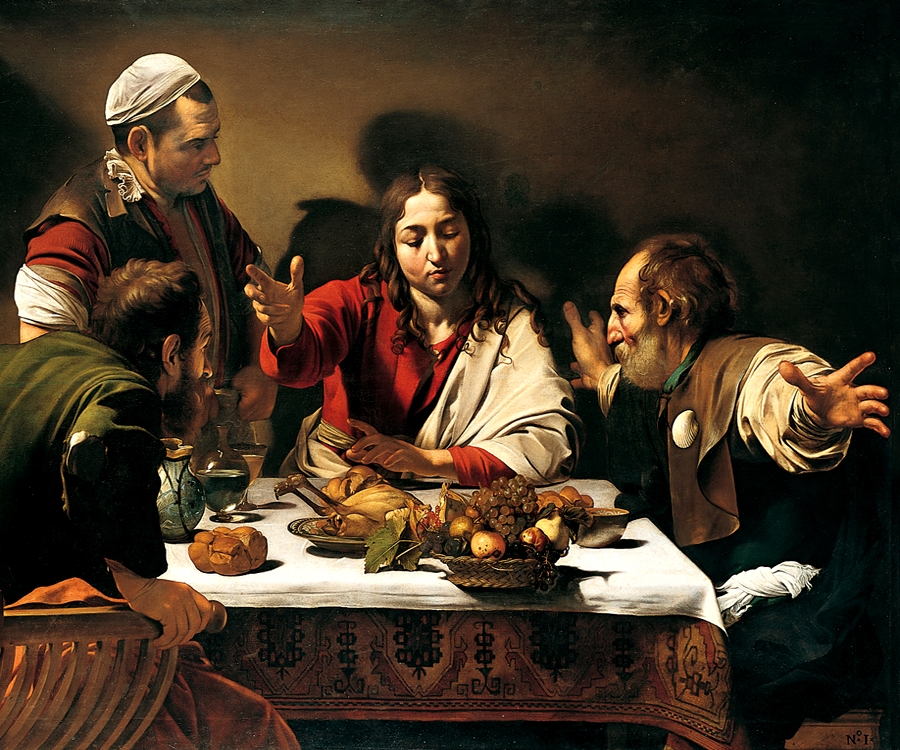
バロック絵画を代表するミケランジェロ・メリージ・ダ・カラヴァッジオ(1573-1610)誕生。画像は《エマオの晩餐》(1601)

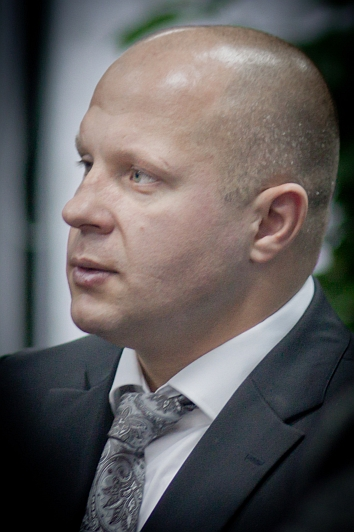
ロシアの総合格闘家エメリヤーエンコ・ヒョードル(1976-)誕生

- 616年 - ジャヴァンシル（Javanshir）、カフカス・アルバニア王（+ 680年）
- 1555年 - アンリ・ド・ラ・トゥール・ドーヴェルニュ、ブイヨン公（+ 1623年）
- 1573年 - テオドール・ド・マイエルヌ、医師（+ 1654年）
- 1597年（慶長2年8月17日） - 松平忠国、初代明石藩主（+ 1659年）
- 1605年 - イスマイル・ブリオルド（Ismaël Bullialdus）、天文学者（+ 1694年）
- 1681年 - ヨハン・マッテゾン[9]、作曲家（+ 1764年）
- 1698年 - ピエール・ルイ・モーペルテュイ、数学者（+ 1759年）
- 1705年 - ヘンリー・フォックス、初代ホランド男爵（+ 1774年）
- 1721年（享保6年8月8日） - 蜂須賀宗鎮、第8代徳島藩主（+ 1780年）
- 1735年 - オーガスタス・フィッツロイ、第3代グラフトン公（+ 1811年）
- 1746年 - ウィリアム・ジョーンズ、言語学者、裁判官（+ 1794年）
- 1765年 - フレゼリク・クリスチャン2世、シュレースヴィヒ＝ホルシュタイン＝ゾンダーブルク＝アウグステンブルク公（+ 1814年）
- 1771年（明和8年8月20日） - 水野忠光、第3代唐津藩主（+ 1814年）
- 1803年 - プロスペル・メリメ、作家（+ 1870年）
- 1809年 - アルヴァン・ウェントワース・チャップマン、医師（+ 1899年）
- 1819年 - ナルシス・ムントリオル、技術者、芸術家（+ 1885年）
- 1823年 - アレクサンドル・カバネル、画家（+ 1889年）
- 1834年 - シャルル・ラムルー、指揮者、ヴァイオリニスト（+ 1899年）
- 1836年 - トーマス・クラッパー（Thomas Crapper）、発明家（+ 1910年）
- 1841年 - ジョルジュ・クレマンソー、フランス首相（+ 1929年）
- 1844年 - ロバート・スタウト（Robert Stout）、政治家、ニュージーランド首相（+ 1930年）
- 1846年（弘化3年8月8日） - 蜂須賀茂韶、徳島藩主、政治家（+ 1918年）
- 1852年 - ジョサイア・コンドル、建築家（+ 1920年）
- 1852年 - アンリ・モアッサン、化学者（+ 1907年）
- 1856年 - ケイト・ダグラス・ウィギン、作家（+ 1923年）
- 1860年 - ポール・ヴィラール、ガンマ線を発見した化学者、物理学者（+ 1934年）
- 1863年 - カルロス1世、ポルトガル王（+ 1908年）
- 1865年 - アメリー・ドルレアン、ポルトガル王カルロス1世の王妃（+ 1951年）
- 1867年（慶応3年9月1日） - 長野宇平治、建築家（+ 1937年）
- 1870年 - フローラン・シュミット、作曲家（+ 1958年）
- 1877年 - アルバート・ヤング（Albert Young (boxer)）、ボクサー（+ 1940年）
- 1878年 - ジョセフ・ラディ（Joe Ruddy）、水泳選手（+ 1962年）
- 1882年 - マート・サール（Mart Saar）、作曲家（+ 1963年）
- 1884年 - 杉村陽太郎、外交官、IOC委員（+ 1939年）
- 1885年 - エミル・ヴァーレ、レスリング選手（+ 1974年）
- 1887年 - アベリー・ブランデージ、IOC第5代会長（+ 1975年）
- 1889年 - ジャック・フルニエ（Jack Fournier）、プロ野球選手（+ 1973年）
- 1892年 - エルマー・ライス、脚本家（+ 1967年）
- 1893年 - ヒルダ・ガイリンガー（Hilda Geiringer）、数学者（+ 1973年）
- 1895年 - ウォレス・K・ハリソン（Wallace Harrison）、建築家（+ 1981年）
- 1898年 - カール・クラウベルク（Carl Clauberg）、ナチス・ドイツで活動した医師（+ 1957年）
- 1900年 - イザベル・ペル（Isabel Pell）、レジスタンス活動家（+ 1951年）
- 1901年 - エド・サリヴァン、司会者（+ 1974年）
- 1901年 - 矢尾喜三郎、政治家（+ 1975年）
- 1901年 - ウィリアム・S・ペイリー（William S. Paley）、CBS設立者（+ 1990年）
- 1903年 - ヘイウッド・S・ハンセル、軍人（+ 1988年）
- 1905年 - マックス・シュメリング、プロボクサー（+ 2005年）
- 1905年 - ビル・ノータム（Bill Northam）、セーリング競技選手（+ 1988年）
- 1906年 - フーベルト・バルワーザー、フルート奏者（+ 1985年）
- 1908年 - 藤田良雄、天文学者（+ 2013年）
- 1909年 - アル・キャップ（Al Capp）、作家（+ 1979年）
- 1910年 - ディオスダド・マカパガル、政治家、第9代フィリピン大統領（+ 1997年）
- 1911年 - エルスワース・バインズ、テニス選手（+ 1994年）
- 1912年 - 大原富枝、小説家（+ 2000年）
- 1913年 - イーディス・パージター（エリス・ピーターズ）、作家（+ 1995年）
- 1913年 - アリス・マーブル、テニス選手（+ 1990年）
- 1914年 - 小松伸六、ドイツ文学者、文芸評論家（+ 2006年）
- 1914年 - マリア・フランツィスカ・フォン・トラップ、亡命者（+ 2014年）
- 1915年 - 坂東文夫、彫刻家（+ 2006年）
- 1915年 - 浜崎忠治、プロ野球選手（+ 没年不詳）
- 1915年 - エセル・グリーングラス・ローゼンバーグ、ローゼンバーグ事件で知られる夫妻の妻（+ 1953年）
- 1916年 - ピーター・フィンチ、俳優（+ 1977年）
- 1916年 - オルガ・レペシンスカヤ（Olga Lepeshinskaya (dancer)）、バレリーナ、コレオグラファー（+ 2008年）
- 1918年 - アンヘル・ラブルナ、サッカー選手（+ 1983年）
- 1918年 - アーノルド・スタング（英語版）、俳優（+ 2009年）
- 1920年 - 柚木進、元プロ野球選手（+ 1997年）
- 1922年 - ラリー・マンソン（Larry Munson）、司会者、スポーツキャスター（+ 2011年）
- 1923年 - 島田ばく、児童文学者、詩人（+ 2004年）
- 1923年 - ジョン・スコット（John Scott, 9th Duke of Buccleuch）、第9代バックルフ公爵（+ 2007年）
- 1923年 - ウィリアム・ウィンダム、俳優（+ 2012年）
- 1924年 - マルチェロ・マストロヤンニ、俳優（+ 1996年）
- 1924年 - ロゼッタ・ライツ（Rosetta Reitz）、社会活動家、歴史家、ジャズミュージシャン（+ 2008年）
- 1924年 - ルドルフ・バルシャイ、ヴィオラ奏者、指揮者（+ 2010年）
- 1924年 - 蟹江英吉、実業家、元カゴメ株式会社社長（+ 2023年）
- 1925年 - シーモア・クレイ、スーパーコンピュータ設計者（+ 1996年）
- 1925年 - マーティン・デヴィッド・クルスカル（Martin David Kruskal）、物理学者（+ 2006年）
- 1927年 - ナウム・シュタルクマン、ピアニスト（+ 2006年）
- 1928年 - ココ・テイラー、歌手（+ 2009年）
- 1929年 - 三船浩、歌手（+ 2005年）
- 1929年 - ラタ・マンゲシュカル、歌手、作曲家（+ 2022年）
- 1929年 - 鄭小燕（Zheng Xiaoying）、指揮者
- 1930年 - イマニュエル・ウォーラーステイン、社会学者（+ 2019年）
- 1931年 - 小倉基、政治家（+ 2015年）
- 1931年 - 森谷司郎、映画監督（+ 1984年）
- 1932年 - ビクトル・ハラ、シンガーソングライター、詩人（+ 1973年）
- 1933年 - 湯浅憲明、映画監督（+ 2004年）
- 1933年 - ジョー・ベントン（Joe Benton）、政治家
- 1934年 - ブリジット・バルドー、女優
- 1934年 - ジャネット・マンロー（Janet Munro）、女優（+ 1972年）
- 1935年 - ロナルド・レイシー、俳優（+ 1991年）
- 1935年 - ヒーザー・シアーズ（Heather Sears）、女優（+ 1994年）
- 1936年 - 赤木健一、元プロ野球選手
- 1936年 - ロバート・ウォルダーズ（Robert Wolders）、俳優（+ 2018年）
- 1937年 - ロバート・シュール、陸上競技選手
- 1938年 - 岩佐徹、元アナウンサー
- 1938年 - ベン・E・キング、歌手（+ 2015年）
- 1938年 - 中村稔、元プロ野球選手（+ 2021年）
- 1939年 - スチュアート・カウフマン、生物学者
- 1939年 - ブルース・フローミング、メジャーリーグ審判員
- 1940年 - アレクサンドル・イワンチェンコフ、宇宙飛行士
- 1941年 - デヴィッド・ルイス、哲学者（+ 2001年）
- 1941年 - エドムント・シュトイバー、バイエルン州知事
- 1942年 - 石谷訓啓、元プロ野球選手
- 1942年 - ピエール・クレマンティ（Pierre Clémenti）、俳優（+ 1999年）
- 1942年 - ドナ・レオン（Donna Leon）、作家
- 1943年 - 大澤宏一、アナウンサー、ラジオパーソナリティ
- 1943年 - J・T・ウォルシュ、俳優（+ 1998年）
- 1943年 - 土井喜美夫、政治家（+ 2011年）
- 1944年 - ミロシュ・ゼマン、政治家、第3代チェコ大統領
- 1944年 - 東隆明、俳優
- 1944年 - サイモン・ウィンチェスター、ジャーナリスト、著作家
- 1944年 - 小池雄介、俳優
- 1944年 - 山口芳忠、元サッカー選手
- 1944年 - マーシャ・ミュラー、推理作家
- 1945年 - 重信房子、日本赤軍設立者
- 1945年 - マリエル・ゴイツェル（Marielle_Goitschel）、アルペンスキーヤー
- 1946年 - 小林宏明、翻訳家、エッセイスト
- 1946年 - ヘレン・シャピロ、歌手
- 1947年 - 鈴木啓示、元プロ野球選手、元プロ野球監督
- 1947年 - 千藤三樹男、元プロ野球選手
- 1947年 - 加藤修一、元政治家
- 1947年 - ジェフリー・ジョーンズ、俳優
- 1947年 - シェイク・ハシナ、第10代バングラデシュ首相
- 1947年 - ボブ・カー（Bob Carr）、第37代オーストラリア外務大臣
- 1947年 - 金田誠一、政治家（+ 2023年）
- 1948年 - 大塚範一、アナウンサー
- 1948年 - 所雅樹、俳優
- 1950年 - 周富輝、料理人
- 1950年 - 内藤やす子、歌手
- 1950年 - 松田国英、元調教師
- 1950年 - ポール・バージェス（Paul Burgess (musician)）、ドラマー
- 1950年 - クリスティーナ・ホフ・ソマーズ（Christina Hoff Sommers）、女優
- 1950年 - ジョン・セイルズ、映画監督、脚本家、俳優
- 1951年 - デヴィッド・レーシッチ、元プロ野球選手
- 1951年 - シルヴィア・ディオニシオ（Silvia Dionisio）、女優
- 1952年 - 喜多秀喜、元マラソン選手
- 1952年 - シルビア・クリステル、女優、モデル（+ 2012年）
- 1952年 - クリストファー・バックリー（Christopher Buckley (novelist)）、風刺小説家
- 1952年 - アンディ・ウォード、ミュージシャン
- 1953年 - 池田一二三、政治家、看護師、元岡山県新見市長
- 1953年 - オットマール・ハスラー、政治家、第11代リヒテンシュタイン首相
- 1953年 - 三遊亭左遊（二代目）（+ 2022年）
- 1954年 - ジョージ・リンチ、ギタリスト
- 1954年 - 犬塚直史、政治家
- 1954年 - 田中昌宏、元プロ野球選手
- 1954年 - スティーブ・ラージェント、アメリカンフットボール選手
- 1954年 - マルゴット・ヴァルストローム、第42代スウェーデン外務大臣
- 1955年 - ステファン・ディオン（Stéphane Dion）、第15代カナダ環境大臣
- 1955年 - マーシー・マンチ、コサ人の社会活動家
- 1955年 - ケニー・カークランド、ピアニスト
- 1956年 - ジェームズ・ハルセル、宇宙飛行士
- 1957年 - ティエリー・フィッシャー、指揮者、フルート奏者
- 1957年 - ビル・カシディー（Bill Cassidy）、政治家
- 1958年 - 和泉宏隆、ピアニスト（+ 2021年）
- 1959年 - 小西博之、俳優
- 1959年 - 徳井優、俳優
- 1959年 - 田島克彦、元プロ野球選手
- 1959年 - 野崎進、元プロ野球選手
- 1959年 - ロン・フェローズ、レーサー
- 1960年 - ジェニファー・ラッシュ（Jennifer Rush）、シンガーソングライター
- 1960年 - ソクラテス・ビジェガス（Socrates Villegas）、フィリピンの大司教
- 1962年 - 髙寺成紀、テレビプロデューサー
- 1963年 - 秋原正俊、映画監督
- 1963年 - エリック・コマス、レーサー
- 1964年 - ジャニーン・ガラファロー、女優、コメディアン
- 1965年 - 西田二郎、ディレクター
- 1965年 - ジンジャー・フィッシュ、ドラマー（マリリン・マンソン）
- 1965年 - 水野弘道、投資家
- 1966年 - 吉川元、政治家
- 1967年 - 貴闘力忠茂、元大相撲力士、年寄16代大嶽
- 1967年 - 藤木千穂、元アナウンサー
- 1967年 - ミラ・ソルヴィノ、女優
- 1968年 - 藪恵壹、野球指導者、解説者、元プロ野球選手
- 1968年 - 邪道、プロレスラー
- 1968年 - 内田浩一、調教助手、元騎手
- 1968年 - 中北浩爾、政治学者
- 1968年 - ナオミ・ワッツ、女優
- 1968年 - ミカ・ハッキネン、レーシング・ドライバー
- 1968年 - フランソワ・ボタ、格闘家
- 1968年 - コーネリオ・ヴェラスケス、騎手
- 1969年 - 大浦正文、元バレーボール選手（+ 2013年）
- 1969年 - 仙道敦子、女優
- 1969年 - 渡辺美奈代、タレント
- 1969年 - キム・ヘソン、女優
- 1970年 - 岸祐二、俳優
- 1970年 - 伊達公子、元テニス選手
- 1970年 - フィラット・アルスラン、プロボクサー
- 1970年 - 中山英子、スケルトン選手
- 1970年 - ブライアン・バンクス、元プロ野球選手
- 1970年 - 岩本真典、ハンドボール選手
- 1971年 - 矢島学、アナウンサー
- 1971年 - ジョセフ・アーサー（Joseph Arthur）、シンガーソングライター
- 1971年 - 桂三弥、落語家（+ 2019年）
- 1972年 - ディタ・フォン・ティース、ダンサー
- 1972年 - ヴェルナー・シュラガー、卓球選手
- 1973年 - 水都あくあ、漫画家
- 1974年 - 福永一茂、アナウンサー
- 1975年 - 飯塚智広、元野球選手
- 1975年 - レニー・クレーゼルバーグ、競泳選手
- 1975年 - フアン・モレノ、元野球選手
- 1976年 - 三代目柳家東三楼、落語家、演出家、脚本家、俳優、大学教員
- 1976年 - 井出千草、元アナウンサー
- 1976年 - エメリヤーエンコ・ヒョードル、総合格闘家
- 1976年 - イブラーヒム・ウェイス、外交官
- 1977年 - 葛城育郎、元プロ野球選手
- 1977年 - 木村剛、俳優
- 1977年 - 藤榮史哉、スーツアクター
- 1978年 - 中山夢歩、俳優、元サッカー選手
- 1978年 - 加藤督朗、元キックボクサー
- 1978年 - マルツェナ・ゴデッキ（Marzena Godecki）、女優
- 1978年 - ブシドー（Bushido）、ラッパー
- 1979年 - バム・マージェラ、スケートボーダー
- 1979年 - KENCHI、ダンサー（EXILE）
- 1980年 - 石川龍、ミュージシャン（ランクヘッド）
- 1980年 - ステラかなえ、ファッションモデル
- 1980年 - 加藤賢三、レスリング選手
- 1980年 - 三浦絵理子、元タレント、元アイドル
- 1981年 - 久保田直子、アナウンサー
- 1981年 - 神楽坂恵、女優
- 1981年 - ととねみぎ、漫画家
- 1982年 - 吹石一恵、女優
- 1982年 - 青木剛、元サッカー選手
- 1982年 - みなみかわ、お笑いタレント（元ピーマンズスタンダード）
- 1982年 - 林一嘉、映画監督
- 1982年 - アレクサンデル・アニュコフ、元サッカー選手
- 1982年 - アンダーソン・ヴァレジャオ、バスケットボール選手
- 1982年 - エメカ・オカフォー、バスケットボール選手
- 1982年 - アビナヴ・ビンドラ（Abhinav Bindra）、射撃選手
- 1982年 - ノルウェン・ルロワ、歌手
- 1982年 - ランビール・カプール（Ranbir Kapoor）、俳優
- 1982年 - マイカ・オーウィングス、プロ野球選手
- 1983年 - イザベル・ピエマン、フィギュアスケート選手
- 1983年 - 岩合智史、俳優、ファッションモデル
- 1984年 - ライアン・ジマーマン、元プロ野球選手
- 1984年 - メロディ・ソーントン（Melody Thornton）、歌手、ダンサー
- 1984年 - 若乃島史也、元大相撲力士
- 1984年 - オカリナ、お笑いタレント（おかずクラブ）
- 1985年 - アリーナ・イブラギモヴァ（Alina Ibragimova）、ヴァイオリニスト
- 1985年 - シンドン、アイドル、タレント（SUPER JUNIOR）
- 1986年 - 福井仁美、タレント
- 1986年 - 山口みのり、司会者、ナレーター
- 1986年 - 井野亜季子、元バレーボール選手
- 1986年 - アンドレス・グアルダード、サッカー選手
- 1986年 - ザック・スチュワート、元プロ野球選手
- 1987年 - ヒラリー・ダフ、歌手、女優
- 1987年 - クロエ・ハンスリップ、ヴァイオリニスト
- 1987年 - 土佐卓也、お笑いタレント（土佐兄弟）
- 1987年 - 塚本麻里衣、アナウンサー
- 1988年 - ホラン千秋、女優、タレント
- 1988年 - 橋本良平、元プロ野球選手
- 1988年 - 原田真利、元プロレスラー
- 1988年 - エスミー・デンターズ、歌手
- 1988年 - 星野香織、タレント
- 1988年 - キャメロン・ラップ、プロ野球選手
- 1988年 - 青山めぐ、タレント
- 1988年 - 瀬戸英里奈、声優
- 1989年 - マーク・ランドール、サッカー選手
- 1989年 - 土井杏利、ハンドボール選手
- 1990年 - スレイド・ヒースコット、プロ野球選手
- 1990年 - キルステン・プラウト、女優、歌手
- 1991年 - エディ・ロザリオ、プロ野球選手
- 1991年 - 田上真里奈、女優
- 1991年 - 都丸ちよ、声優
- 1991年 - 宝眞榮日也美、女優
- 1991年 - 礒部希帆、グラビアアイドル、タレント
- 1992年 - かめりあ、音楽家
- 1992年 - スカイ・マッコール・バートシアク、女優（+ 2014年）
- 1992年 - 鶴見虹子、元体操選手
- 1993年 - 岡田サリオ、タレント
- 1993年 - 似鳥沙也加、タレント、グラビアアイドル
- 1993年 - 石川紗都美、元女優
- 1993年 - 樋越優一、元プロ野球選手
- 1994年 - 小橋勇利、元自転車プロロードレーサー
- 1994年 - すりぃ、シンガーソングライター・ボカロP
- 1994年 - 立石晴香、ファッションモデル、女優
- 1995年 - 平井亜門、俳優、ファッションモデル
- 1995年 - 白戸ゆめの、フリーアナウンサー
- 1995年 - 小深田大翔、プロ野球選手
- 1995年 - 金井大旺、元陸上競技選手
- 1996年 - 佐々木美波、アナウンサー
- 1997年 - 三好大倫、プロ野球選手
- 1997年 - 楊勇緯、柔道選手
- 1998年 - 八伏紗世、女優、タレント
- 1999年 - 那須泰斗、モデル
- 1999年 - 角田太輝、プロバスケットボール選手
- 1999年 - ヘンドリー、アイドル（NCT）
- 2000年 - 望月歩、俳優
- 2002年 - 濱岸ひより、アイドル（日向坂46）
- 2002年 - 三戸舜介、プロサッカー選手
- 2004年 - 工藤由愛、アイドル（Juice=Juice）
- 2004年 - アイザック・ハジャー、レーシングドライバー
- 2005年 - 荒木飛羽、俳優
- 2005年 - 山﨑天、アイドル（櫻坂46）
- 生年不詳 - 萌木原ふみたけ、イラストレーター
- 生年不詳 - しゆん、歌い手（騎士X - Knight X -）
- 生年不詳 - 蘭華、シンガーソングライター
- 生年不詳 - 大崎梢、作家
- 生年不詳 - 長江里加[10]、声優
- 生年非公表 - 宝野アリカ、歌手（ALI PROJECT）
- 生年非公表 - Chi Chi、プロレスラー

## 忌日

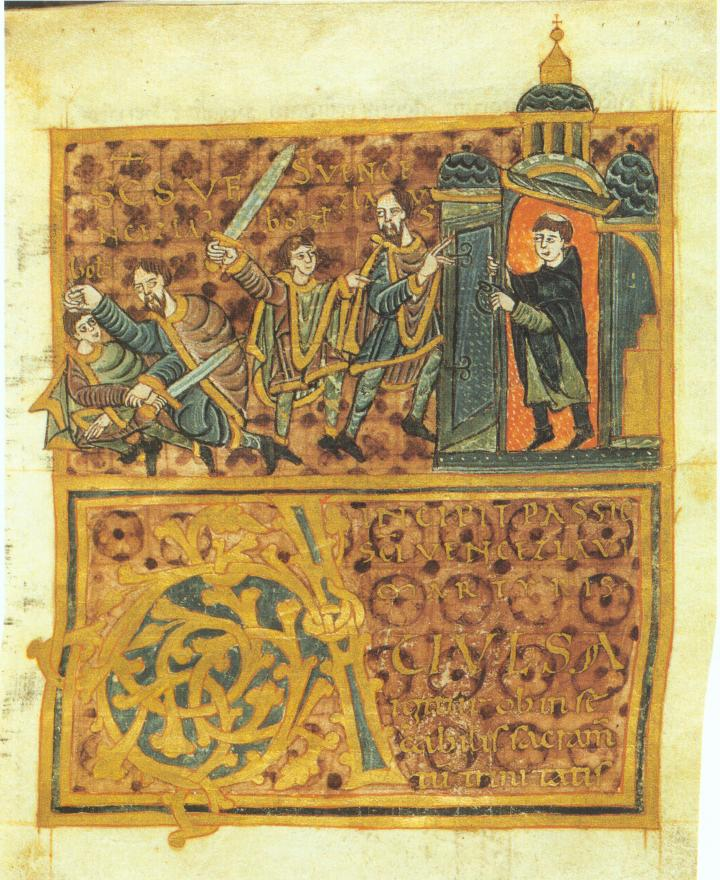
ボヘミア公ヴァーツラフ1世(907-937)、弟ボレスラフから殺害。

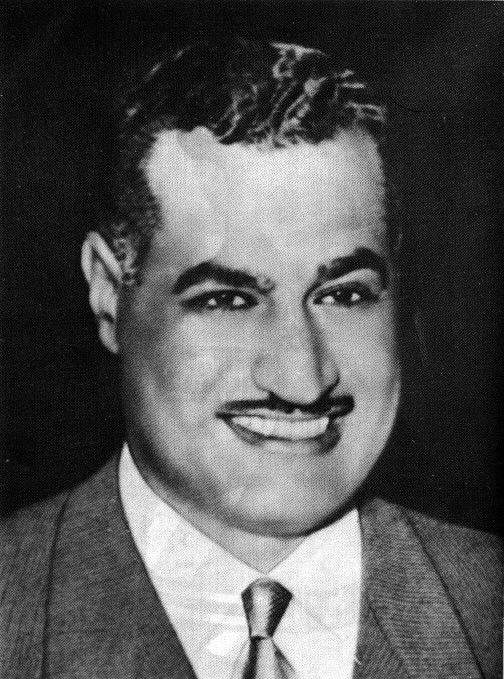
第2代エジプト共和国大統領ガマール・アブドゥル＝ナーセル(1918-1970)没。

第263代ローマ教皇ヨハネ・パウロ1世(1912-1978)在位33日で急逝。

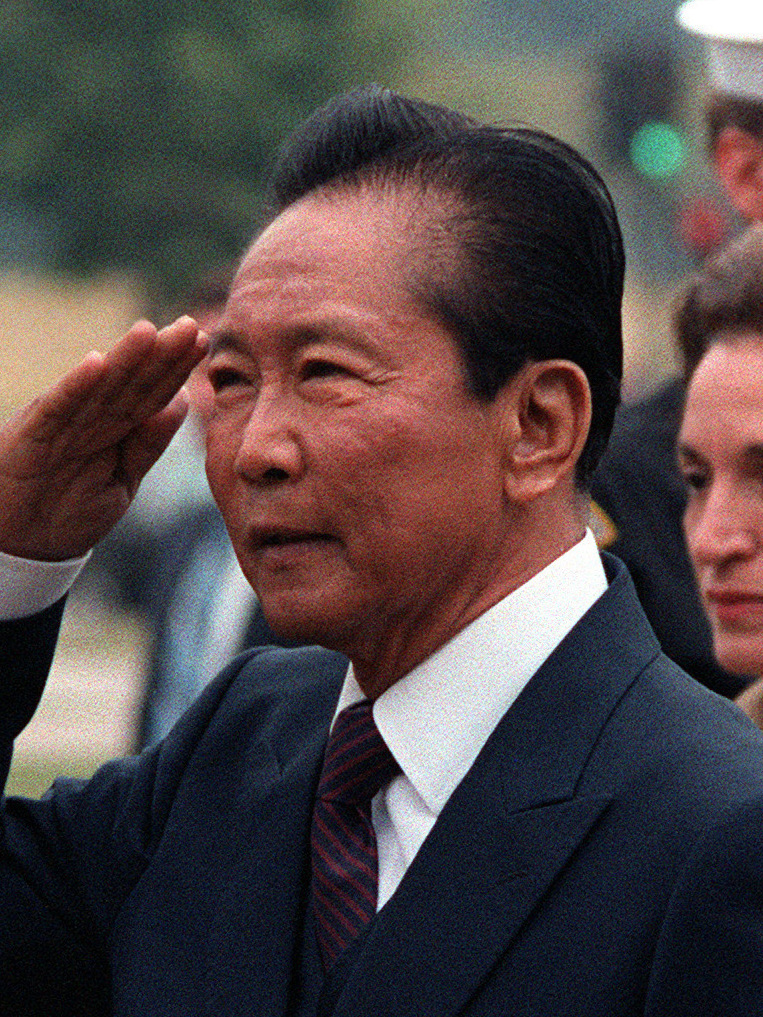
元フィリピン大統領フェルディナンド・マルコス(1917-1989)ハワイで死去。

- 935年 - ヴァーツラフ1世（聖ヴァーツラフ）、ボヘミア公（* 907年）
- 1197年 - ハインリヒ6世、神聖ローマ皇帝（* 1165年）
- 1456年（康正2年8月29日） - 伏見宮貞成親王、室町時代の皇族（* 1372年）
- 1649年 - オッタヴィオ・ヴェルニッツィ（イタリア語版）、作曲家、オルガニスト（* 1569年）
- 1678年 - マウリツィオ・カッツァーティ、作曲家（* 1616年）
- 1790年 - ニコラウス・ヨーゼフ・エステルハージ、ハプスブルク君主国軍の元帥（* 1714年）
- 1825年 - バーバラ・クラフト、画家（* 1764年）
- 1841年 - ヨハン・ゲオルク・ディリス、画家、版画家（* 1759年）
- 1859年 - カール・リッター、地理学者（* 1779年）
- 1865年（慶応元年8月9日） - 橋本経子、仁孝天皇の典侍（* 1826年）
- 1873年 - エミール・ガボリオ、小説家（* 1832年）
- 1875年 - トマス・エンデル、画家（* 1793年）
- 1879年 - カール・フリードリヒ・モール、化学者（* 1806年）
- 1890年 - 黒川良安、蘭学者（* 1817年）
- 1891年 - ハーマン・メルヴィル、小説家（* 1819年）
- 1892年 - スタニスラス・レピーヌ、画家（* 1835年）
- 1895年 - ルイ・パストゥール、細菌学者（* 1822年）
- 1898年（光緒24年8月13日） - 楊深秀、清の変法派活動家（* 1849年）
- 1898年（光緒24年8月13日） - 楊鋭、清の変法派活動家（* 1857年）
- 1898年（光緒24年8月13日） - 劉光第、清の変法派活動家（* 1859年）
- 1898年（光緒24年8月13日） - 譚嗣同、清の変法派活動家（* 1865年）
- 1898年（光緒24年8月13日） - 康有溥、清の変法派活動家（* 1867年）
- 1898年（光緒24年8月13日） - 林旭、清の変法派活動家（* 1875年）
- 1899年 - ジョヴァンニ・セガンティーニ、画家（* 1858年）
- 1906年 - 佐々友房、衆議院議員、政治活動家（* 1854年）
- 1907年 - フリードリヒ1世、バーデン大公（* 1826年）
- 1911年 - 香川松石、書道家（* 1844年）
- 1914年 - リチャード・ウォーレン・シアーズ（英語版）、実業家、シアーズ・ローバック共同創業者（* 1863年）
- 1915年 - 斎藤一、警察官、元新選組隊士（* 1844年）
- 1918年 - ゲオルク・ジンメル、社会学者・哲学者（* 1858年）
- 1921年 - 安田善次郎、実業家、安田財閥創業者（* 1838年）
- 1927年 - ウィレム・アイントホーフェン、医学者（* 1860年）
- 1935年 - ウィリアム・K・L・ディクソン、発明家（* 1860年）
- 1942年 - ヴィルヘルム・トラウベ（英語版）、化学者（* 1866年）
- 1943年 - リチャード・オースティン・フリーマン、医者、推理作家（* 1862年）
- 1943年 - カール・ヴァルザー、画家（* 1877年）
- 1944年 - ヨーゼフ・ビュルケル、政治家、ナチ党の指導者（* 1895年）
- 1948年 - グレッグ・トーランド、撮影監督（* 1904年）
- 1953年 - エドウィン・ハッブル、天文学者（* 1889年）
- 1955年 - エルヴィン・ポッパー（ドイツ語版）、医師（* 1879年）
- 1955年 - 守安祥太郎、ジャズピアニスト（* 1924年）
- 1956年 - ウィリアム・ボーイング、ボーイング創業者（* 1881年）
- 1959年 - ルドルフ・カラツィオラ、レーシングドライバー（* 1901年）
- 1964年 - ハーポ・マルクス、喜劇俳優、マルクス兄弟の次男（* 1888年）
- 1966年 - アンドレ・ブルトン、詩人（* 1896年）
- 1968年 - ノーマン・ブルックス、テニス選手（* 1877年）
- 1970年 - ジョン・ドス・パソス、小説家、画家（* 1896年）
- 1970年 - ガマール・アブドゥル＝ナーセル、政治家、第2代エジプト大統領（* 1918年）
- 1973年 - 木庭二郎、物理学者（* 1915年）
- 1976年 - ルドルフ・モドレー（英語版）、グラフィックデザイナー、経営コンサルタント、作家（* 1906年）
- 1977年 - 重政庸徳、政治家（* 1895年）
- 1978年 - ヨハネ・パウロ1世、ローマ教皇（* 1912年）
- 1978年 - ニール・ジョンストン、バスケットボール選手（* 1929年）
- 1979年 - 榊原仟、医学者（* 1910年）
- 1983年 - 丹羽小弥太、科学評論家、翻訳家（* 1917年）
- 1985年 - ケルテース・アンドル、写真家（* 1894年）
- 1985年 - 宮尾たか志、漫談家、司会者（* 1927年）
- 1986年 - 中村幸四郎、数学者（* 1901年）
- 1987年 - ウィラード・ハリソン・ベネット（英語版）、科学者、発明家（* 1903年）
- 1988年 - 美濃政市、政治家（* 1912年）
- 1988年 - 吉田とし、児童文学作家（* 1925年）
- 1989年 - フェルディナンド・マルコス、政治家、フィリピン大統領（* 1917年）
- 1990年 - ラリー・オブライエン（英語版）、政治家、バスケットボールコミッショナー（* 1917年）
- 1991年 - ウジェーヌ・ボザ、作曲家（* 1905年）
- 1991年 - マイルス・デイヴィス、ジャズトランペッター（* 1926年）
- 1991年 - 藤井恒男、労働運動家、政治家（* 1928年）
- 1992年 - 永岡茂之、政治家、元三重県名張市長（* 1910年）
- 1994年 - 志賀健次郎、政治家、政治家、第15代防衛庁長官（* 1903年）
- 1994年 - ハリー・サルツマン、映画プロデューサー（* 1915年）
- 1998年 - 秋山武史、俳優（* 1953年）
- 1999年 - 正宗猪早夫、銀行家、元日本興業銀行頭取（* 1912年）
- 1999年 - 山本明、社会学者（* 1932年）
- 2000年 - ピエール・トルドー、政治家、カナダ首相（* 1919年）
- 2000年 - 山崎徳次郎、映画監督、映画プロデューサー、脚本家（* 1922年）
- 2000年 - 山田克己、政治家、元愛知県津島市長（* 1929年）
- 2000年 - 津村秀介、推理作家、小説家（* 1933年）
- 2001年 - 猪熊功、柔道家（* 1938年）
- 2002年 - 坂本一亀、編集者（* 1921年）
- 2002年 - パッツイー・ミンク、政治家（* 1927年）
- 2003年 - 中願寺雄吉、スーパーセンテナリアン（* 1889年）
- 2003年 - エリア・カザン、映画監督（* 1909年）
- 2003年 - アリシア・ギブソン、テニス選手（* 1927年）
- 2004年 - クリストル・クランツ（英語版）、アルペンスキー選手、1936年ガルミッシュ・パルテンキルヘン五輪金メダリスト（* 1914年）
- 2004年 - 大林静子[11]、浪曲師（* 1924年）
- 2005年 - レオ・スターンバック、化学者、ベンゾジアゼピン開発者（* 1908年）
- 2007年 - 秋山皐二郎、政治家、第13〜17代青森県八戸市長（* 1910年）
- 2007年 - イヴリン・ナイト（英語版）、歌手（* 1917年）
- 2008年 - アナトリー・カラツバ（英語版）、数学者（* 1937年）
- 2009年 - かがくいひろし、絵本作家（* 1955年）
- 2010年 - アーサー・ペン、映画監督（* 1922年)
- 2010年 - 初代古今亭志ん五、落語家（* 1949年)
- 2010年 - 田辺治、登山家（* 1961年)
- 2013年 - 堀新助、外交官、元パシフィック野球連盟会長（* 1919年)
- 2013年 - 島本功[12]、植物分子遺伝学者（* 1949年)
- 2014年 - 津上忠、劇作家、演出家（* 1924年）
- 2014年 - 小尾信彌、天文学者（* 1925年）
- 2014年 - 中西勝[13]、実業家、元中部電力取締役（* 1933年）
- 2014年 - 清田義英、歴史学者、多摩美術大学名誉教授（* 1941年）
- 2015年 - 小池榮、俳優（* 1928年）
- 2015年 - キャサリン・エリザベス・コールソン（英語版）、女優（* 1943年）
- 2016年 - 風見章子、女優（* 1921年）
- 2016年 - シモン・ペレス、政治家、第9代イスラエル大統領（* 1923年）
- 2016年 - 小沢馨、元プロ野球選手（* 1930年）
- 2016年 - 千葉仁、剣道家、元警察官（* 1944年）
- 2018年 - ジョー・マスターオフ（英語版）、劇作家（* 1919年）
- 2018年 - 藤田洋、歌舞伎・演劇評論家（* 1933年）
- 2018年 - バーナバス・シブシソ・ドラミニ、政治家、第8・10代スワジランド首相（* 1942年）
- 2018年 - 村田泰隆、実業家、第2代村田製作所社長（* 1947年）
- 2018年 - ユリス・シロヴス、陸上競技選手（* 1950年）
- 2018年 - 渚ようこ[14]、歌手（* 生年非公表）
- 2019年 - 藤木久志、歴史学者、立教大学名誉教授（* 1933年）
- 2019年 - 寺田明彦、実業家、保育総合学院（現ニチイ学館）創業者（* 1936年）
- 2019年 - 大越弥生[15]、女優（* 1967年）
- 2021年 - 寺川俊昭、仏教学者、浄土真宗僧侶、元大谷大学学長・名誉教授（* 1928年）
- 2021年 - エーバーハルト・ユンゲル、福音主義 (ルター派)神学者（* 1934年）
- 2021年 - 高嶋徹、元プロ野球選手（* 1970年）
- 2022年 - デビッド・ゴッテスマン（英語版）、実業家、慈善家、ファースト・マンハッタン社（英語版）設立者（* 1926年）
- 2022年 - 武村正義、官僚、政治家、第56代内閣官房長官、第100代大蔵大臣、第8-10代滋賀県知事、第6代八日市市長（* 1934年）
- 2022年 - 前田忠明、芸能レポーター（* 1941年）
- 2022年 - 譚彦彬、料理人（* 1943年）
- 2022年 - クーリオ、ラップ歌手（* 1963年）
- 2023年 - モンコンブ・スワミナサン、農学者、政治家、元ラージヤ・サバー議員（* 1925年）
- 2023年 - マイケル・ガンボン、俳優（* 1940年）
- 2023年 - 三原庸子[16]、作家、脚本家（* 1939年または1940年）

## 記念日・年中行事
- 世界狂犬病デー
2006年に発足した狂犬病予防連盟が制定。狂犬病ワクチンの開発者であるルイ・パスツールの忌日[17]。
- 聖ヴァーツラフの日（ チェコ）
935年、ボヘミア公ヴァーツラフ1世が弟のクーデターにより殺害された日。ヴァーツラフ1世はチェコの守護聖人（聖ヴァーツラフ）である。
- パソコン記念日（ 日本）
1979年9月28日にNECがパソコンブームの火付け役となったPC-8001を発売したことに由来[18]。
- プライバシー・デー（ 日本）
「宴のあと」事件で、日本で初めてプライバシーの権利を認めた判決が1964年9月28日に下されたことに由来。